# Zé Filho
Antônio José de Moraes Souza Filho, mais conhecido como Zé Filho (Parnaíba, 13 de fevereiro de 1970), é um empresário e político brasileiro. Filho do também empresário e ex-deputado Moraes Souza e sobrinho do ex-senador Mão Santa. Foi governador do Piauí.

## Biografia
Filho de Antônio José de Moraes Souza e Maria do Carmo Oliveira Souza, foi casado com a ex-deputada estadual Juliana Moraes Souza e têm quatro filhos: Isabelle, Gabriella Antonio Neto e Augusto Neto.
Iniciou sua carreira profissional como empresário e industrial em Parnaíba. Exerceu o cargo de diretor de Desenvolvimento do Serviço Nacional de Aprendizagem Industrial (SENAI/PI). Já investido no mandato de vice-governador do Piauí venceu a eleição da presidência da Federação das Indústrias do Piauí (FIEPI) em setembro de 2011 para um mandato até 2015.
Participa do Conselho Temático de Integração Nacional da Confederação Nacional da Indústria (CNI).
Em janeiro de 2020, Zé Filho foi reeleito como presidente da Federação das Indústrias do Estado do Piauí para o período de 2020-2023.

## Carreira política

### Vereador a prefeito de Parnaíba
Iniciou sua carreira política em Parnaíba filiado ao PFL elegendo-se vereador em 1992 e prefeito do município em 1996. Sua passagem pelo Executivo foi marcada pela oposição dos “caciques” do partido, visto que sua eleição ocorreu numa dissidência que apoiava seu tio, o então governador Mão Santa, ora filiado PMDB. Candidato a reeleição pelo PSDB no ano 2000, não obteve êxito, perdendo a disputa para Paulo Eudes Carneiro.

### De deputado estadual a governador do Piauí
Eleito deputado estadual em 2002, migrou para o PMDB, sendo reeleito em 2006. Em 2010, foi eleito vice-governador do Piauí na chapa de Wilson Martins, a quem substituiu em 4 de abril de 2014, quando o titular renunciou para concorrer às eleições de 2014.

### Tentativa frustrada de candidatura a deputado estadual
Durante as eleições de 2018, Zé Filho concorreu ao mandato de deputado estadual pelo PSDB, tendo obtido 29.100 votos, porém não conseguiu se eleger para a Assembléia Legislativa do Piauí.